# Tegalratu
Tegalratu is een bestuurslaag in het regentschap Cilegon van de provincie Banten, Indonesië. Tegalratu telt 9786 inwoners (volkstelling 2010).